# Hayward (Wisconsin)
Hayward es una ciudad ubicada en el condado de Sawyer en el estado estadounidense de Wisconsin. En el Censo de 2010 tenía una población de 2.318 habitantes y una densidad poblacional de 266,44 personas por km².

## Geografía
Hayward se encuentra ubicada en las coordenadas 46°0′32″N 91°29′0″O / 46.00889, -91.48333. Según la Oficina del Censo de los Estados Unidos, Hayward tiene una superficie total de 8.7 km², de la cual 8.09 km² corresponden a tierra firme y (6.97%) 0.61 km² es agua.

## Demografía
Según el censo de 2010, había 2.318 personas residiendo en Hayward. La densidad de población era de 266,44 hab./km². De los 2.318 habitantes, Hayward estaba compuesto por el 83.35% blancos, el 0.43% eran afroamericanos, el 11.78% eran amerindios, el 0.95% eran asiáticos, el 0% eran isleños del Pacífico, el 0.3% eran de otras razas y el 3.19% pertenecían a dos o más razas. Del total de la población el 2.55% eran hispanos o latinos de cualquier raza.